# Magnetische evenaar
De magnetische evenaar of acline is een lijn langs het aardoppervlak waar de inclinatie van het aardmagnetisch veld 0° is. Magnetische veldlijnen lopen hier parallel aan het aardoppervlak.
Als gevolg van magnetische declinatie cirkelt de magnetische evenaar niet in een vloeiende lijn rond de aarde maar kronkelt in zuidelijke en noordelijke richting rondom de geografische evenaar.